# Réda Mattem
Réda Mattem, né le 28 mai 1966 à Sétif, est un footballeur international algérien qui évoluait au poste de milieu offensif.
Il compte sept sélections en équipe nationale entre 1994 et 1996.

## Biographie
Réda Mattem est le fils de Lounis Mattem, ancien joueur de l'ES Sétif et du CR Belouizdad dans les années 1960.
Réda commence sa carrière professionnelle avec l'Entente de Sétif.
Il reçoit sept sélections en équipe d'Algérie (cinq matchs en compétitions officielles, et deux rencontres amicales). Toutefois, certaines sources font état de huit sélections.

## Palmarès
ES Sétif  :
- Championnat d'Algérie (1) :
  - Champion en 1987
- Coupe d'Algérie (1) :
  - Vainqueur en 1988
- Ligue des champions de la CAF (1) :
  - Vainqueur en 1988

 CS Constantine  :
- Championnat d'Algérie (1) :
  - Champion en 1997

## Matchs internationaux
Le tableau suivant liste les rencontres officiels de l'équipe d'Algérie dans lesquelles Réda Mattem a été sélectionné de 1994 jusqu'à 1996.
| # | Date             | Adversaire | Résultat | Compétition                              |
| - | ---------------- | ---------- | -------- | ---------------------------------------- |
| 1 | 8 janvier 1995   | Égypte     | 1 - 0    | Qualifications à la Coupe d'Afrique 1996 |
| 2 | 21 janvier 1995  | Tanzanie   | 2 - 1    | Qualifications à la Coupe d'Afrique 1996 |
| 3 | 27 avril 1995    | Éthiopie   | 2 - 0    | Qualifications à la Coupe d'Afrique 1996 |
| 4 | 22 juin 1995     | Ouganda    | 1 - 1    | Qualifications à la Coupe d'Afrique 1996 |
| 5 | 28 juillet 1995  | Tanzanie   | 2 - 1    | Qualifications à la Coupe d'Afrique 1996 |
| 6 | 16 décembre 1994 | Tunisie    | 1 - 0    | Match amical                             |
| 7 | 22 juillet 1995  | Tunisie    | 2 - 1    | Match amical                             |

|  |